# Wilmar H. Shiras
Wilmar House Shiras (geboren am 23. September 1908 in Boston, Massachusetts; gestorben am 23. Dezember 1990 in Alameda, Kalifornien) war eine amerikanische Science-Fiction-Autorin.

## Leben
Bekannt ist Shiras fast ausschließlich durch ihre Kurzgeschichtenserie Children of the Atom (deutsch Kinder des Atoms), deren erste Erzählung In Hiding 1948 in John W. Campbells Astounding Science Fiction erschien. Es folgten vier weitere Teile und 1953 erschienen unter dem Titel Children of the Atom ein Fix-up, der auch ins Deutsche übersetzt wurde.
In den Geschichten geht es um eine Gruppe von Kindern, die als Folge eines Strahlenunfalls in einer Nulearfabrik mutiert und dadurch superintelligent und -kreativ sind, ihre Fähigkeiten aber vor ihrer Umgebung verbergen. Ein Psychologe kommt einem dieser Kinder auf die Spur und versucht, ihm und anderen Kindern der Gruppe dabei zu helfen, sich an ihre Umgebung anzupassen. Die Darstellung der Kinder entspricht dem Klischee des Nerd, den es zu jener Zeit als Begriff noch nicht gab: die Jungen sind schmalschultrig und kurzsichtig, aber stark an Wissenschaft und Technik interessiert, die Mädchen sind hochgradig künstlerisch begabt, entsprechen aber nicht dem weiblichen Rollenbild vom Ende der 1940er Jahre.
Insbesondere die erste Erzählung In Hiding wurde dutzendfach in Anthologien nachgedruckt – darunter in Ben Bovas Science Fiction Hall of Fame IIB (1973) – und ins Deutsche, Niederländische, Französische und Japanische übersetzt. Der große Widerhall wird von Richard A. Lupoff zurückgeführt auf die starken Identifikationsmöglichkeiten für die Vorläufer des Nerd in einer Zeit, in der Science-Fiction-Fans noch als Freaks galten. Entsprechend äußerten sich Marion Zimmer Bradley und Barry N. Malzberg rückblickend in einer Neuausgabe von Children of the Atom von 1978. Man hat in Children of the Atom auch das Vorbild von Stan Lees und Jack Kirbys Comic Uncanny X-Men gesehen, auch wenn das nie bestätigt wurde.
Shiras studierte am Holy Names College in Oakland und an der University of California, Berkeley. 1956 schloss sie mit dem Master ab. Seit 1927 war sie mit Russell Shiras verheiratet und hatte mit ihm drei Töchter und zwei Söhne.
1990 ist sie im Alter von 82 Jahren gestorben.

## Bibliografie
Children of the Atom (Kurzgeschichtenserie)
- In Hiding (1948)
  - Deutsch: Das Versteck. Übersetzt von Hans-Ulrich Nichau. In: Terry Carr (Hrsg.): Die Superwaffe. Goldmann (Goldmanns Weltraum Taschenbücher #095), 1968. Auch als: Verborgen. Übersetzt von Heinz Zwack. In: Ben Bova, Wolfgang Jeschke (Hrsg.): Titan 16. Heyne (Heyne Science Fiction & Fantasy #3827), 1981, ISBN 3-453-30729-1. Auch als: Im Verborgenen. Übersetzt von Heinz Zwack. In: Hans Joachim Alpers, Werner Fuchs (Hrsg.): Die Vierziger Jahre II. Hohenheim (Edition SF im Hohenheim Verlag), 1983, ISBN 3-8147-0033-3. Auch als: Versteckspiel. Übersetzt von Uwe Anton. In: Kinder des Atoms. 1983.
- Opening Doors (1949)
  - Deutsch: Sich öffnende Türen. In: Kinder des Atoms. 1983.
- New Foundations (1950)
  - Deutsch: Neue Grundlagen. In: Kinder des Atoms. 1983.
- Children of the Atom (1953)
  - Deutsch: Kinder des Atoms. In: Kinder des Atoms. 1983.
- Problems (1953)
  - Deutsch: Probleme. In: Kinder des Atoms. 1983.
- Children of the Atom (1953, Sammlung)
  - Deutsch: Kinder des Atoms. Ullstein (Ullstein Science Fiction & Fantasy #31073), 1983, ISBN 3-548-31073-7.

Kurzgeschichten
- A Day’s Work (1952)
- Backward, Turn Backward (1970)
- Shadow-Led (1971)
- Reality (1972)
- Bird-Song (1973)

Roman
- Slow Dawning (1946, als Jane Howes)